# 左良玉
左良玉（1599年—1645年4月29日），字崑山。明末山東臨清人。明朝末年将领。

## 早年經歷
幼年喪父，由叔父撫育成人，雖不識字但多有智謀，“长身赧面，骁勇，善左右射，目不知书，多智谋，抚士卒得其欢心，以故战辄有功”。初官遼東車石營都司，後隸昌平部督侍郎侯恂麾下。大凌河被民變隊伍包圍，擢副將率兵往援，戰於松山與杏山有功。

## 征戰四方
崇祯六年（1632年）即升至总兵官。到山西后，胜战涉县、辉县，继而在武安被歼，只身脱离。后左良玉得到昌平兵，于河南屡战屡胜。九月，与曹文诏等将领在武安合围民军。至十一月，叛军向王朴诈降，脱离包围圈，作乱河南。十二月，左良玉开始追击，二十天内肃清河南境内叛军，期间叛军主力高迎祥等人已去湖广郧阳，被称遇强则逃，遇弱则战。
史載左良玉軍紀敗壞，形同盜匪，崇禎九年（1636年）七月，左部尾隨張獻忠佔據襄陽城，城內百姓家家駐有左軍，“淫污之狀不可言”，以至於百姓“不恨賊而恨兵”。
崇祯十一年（1638年），追击张献忠，挥刀击之，献忠面流血。叛軍因此陷入低潮。
崇禎十二年（1639年）五月，張獻忠復叛，一路勢如破竹，佔領谷城縣城與房縣。熊文燦令左良玉、羅岱率兵進剿，从襄阳起程，途中缺糧，士兵沿途采摘山中野桃、枣子为食，七月二十五日至房县。張獻忠、羅汝才在播箕寨兩山之間設下埋伏，诱敌深入，良玉中計，官軍大敗，罗岱被杀，左良玉拚命突围，士卒死者一萬多人，脫困士兵不到千人。
崇禎十二年（1639年）楊嗣昌薦良玉有大將才，拜平賊將軍。
崇禎十二年，瑪瑙山之戰後，賀人龍以楊嗣昌背信，私下告知良玉，嗣昌欲奪其位，左良玉亦恨之，兩人皆與楊嗣昌不合，長期擁兵自重，傳檄不至。左良玉停兵不追，张献忠得以进入四川。賀人龍後為孫傳庭所殺。
崇祯十五年（1642年）督师侯恂发帑五十万犒赏左良玉部，良玉与李自成战于朱仙镇，良玉大败，退至襄阳。四月，李自成兵围开封，良玉见李自成军容甚壮，连夜拔营而逃，李自成率叛军追击，良玉“兵大乱，下马渡沟，僵仆溪谷中”，“弃马骡万匹，器械无算”。不敢同闖軍主力作戰，故技重演，率部順江東竄，撤兵至武昌。左良玉向楚王要兵糧，未得補給，遂掠奪武昌而去。

## 南明時期
崇禎十七年三月初五日（1644年4月11日），封寧南伯。北京城破，崇禎帝自縊，左良玉尽出己擄掠所藏金银财物，價值二三万金，散给诸将，才稳住军心。弘光帝立，晉升為寧南侯。弘光元年（1645年）李自成的大顺军被清军在西北击败后南下。左良玉为了避战，借机南京崇禎太子案爆發，以「奉太子傳國密詔」、「清君側」為名，傳檄討馬士英、阮大鋮，领兵顺江东下。临行之时，下令在武昌屠城。弘光元年四月初一日（1645年4月26日），左良玉至九江，已是久病之躯。左良玉军在九江被江督袁继咸拒绝进城。左军勾结一些袁军在九江城内放火。袁被迫出城，左邀袁到舟中相见。弘光元年四月初四日（1645年4月29日），左良玉病死。后谈迁记载“袁責以大義，良玉疾甚，望城中火光，大哭曰：‘予负袁公！’嘔血數升而死”。
其子左梦庚拘禁袁继咸，引兵东下，直通太平府。馬士英急命史可法盡撤江防之兵以防左良玉，行至草鞋峡时，黄得功等部已击败左梦庚。弘光元年五月十三日（1645年6月6日），左梦庚率部投降清軍阿济格部。袁继咸为清兵所执，不屈，被斬殺。

## 参見
- 明末民變
- 瑪瑙山之戰
- 朱仙鎮之戰

## 延伸阅读
[在维基数据编辑]
 《明史卷二百七十三》，出自《明史》